# Harzburger Hof

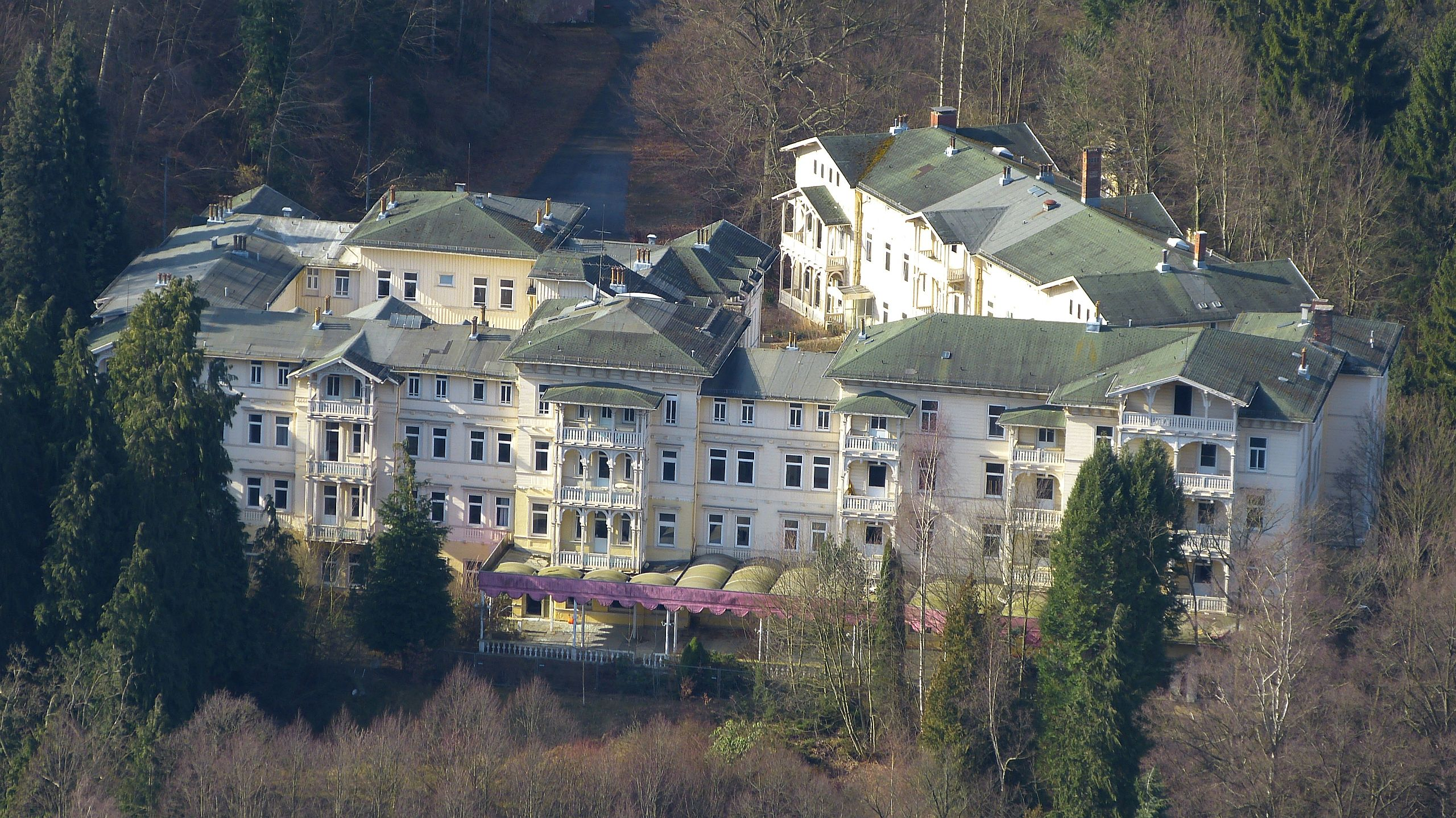
Der Harzburger Hof, Februar 2014

Der Harzburger Hof war ein im Jahre 1874 eröffnetes Luxushotel in Bad Harzburg. Nach der Insolvenz 2003 wurde das im 19. Jahrhundert errichtete Gebäude nach mehreren Bränden im Sommer 2017 abgerissen. Durch den Investor Dieter Köhler sollte der neue Harzburger Hof als Grand Hotel 2022 eröffnet werden.

## Geschichte

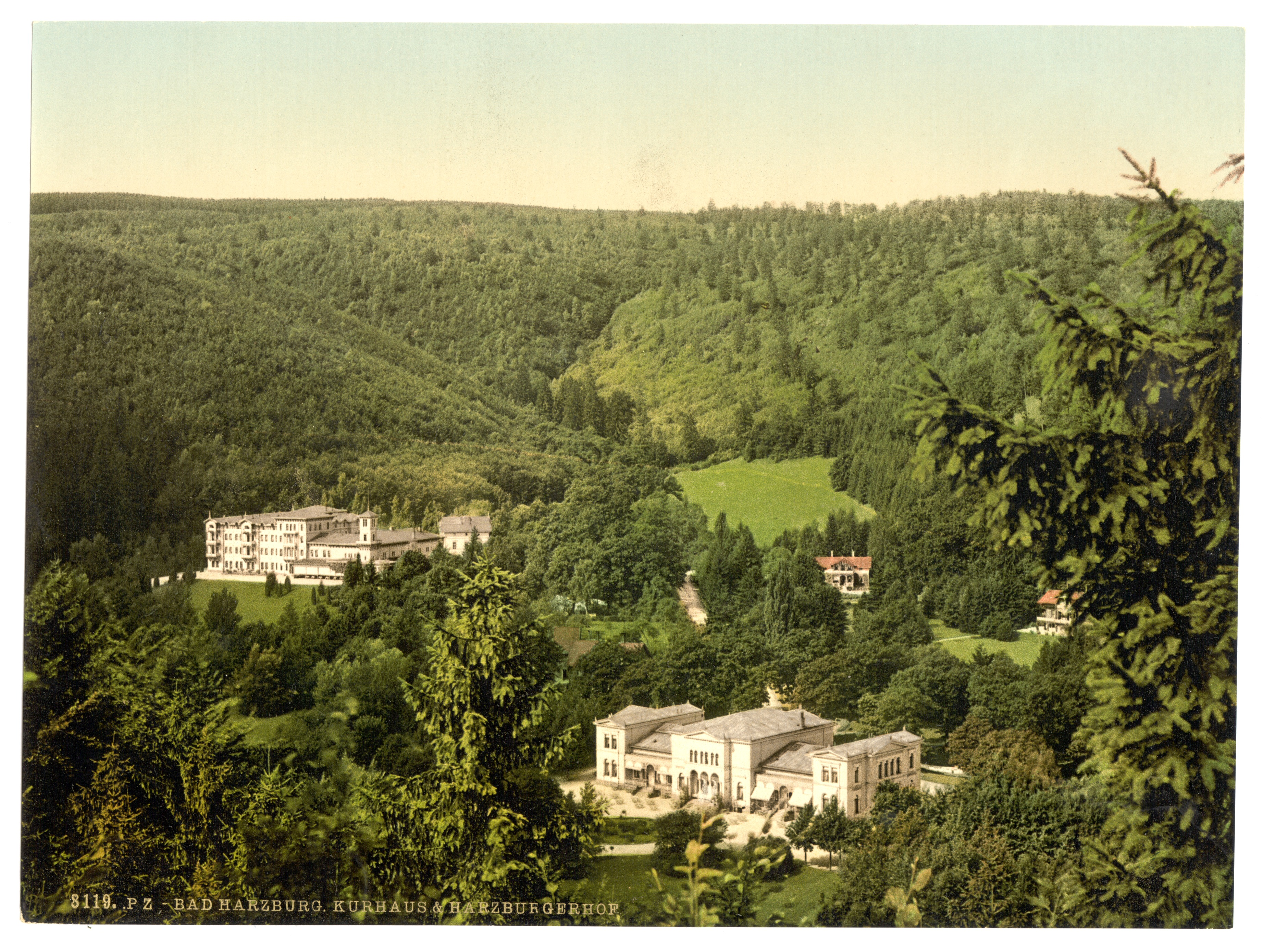
Hotel Harzburger Hof (links) und Kurhaus Bad Harzburg (rechts). Historische Ansicht von 1890–1900

Bereits 1831 wurde Neustadt, wie Bad Harzburg bis 1892 hieß, aufgrund seiner Solequellen auch als Badeort bekannt. Nach Einstellung der Solegewinnung 1851 konzentrierte sich der Ort ganz auf den Bädertourismus, der sich nach der Reichsgründung stürmisch entwickelte.
1872 gründete die Braunschweigische Eisenbahn-Gesellschaft eine Aktiengesellschaft zum Betrieb eines Hotels in Bad Harzburg. In ihrem Statut wurde als Zweck festgelegt: „Hebung des Bade- und Kurortes Harzburg durch Verbesserung, Vermehrung seiner Heilmittel und Kuranstalten“. 1874 wurde das Haus unter dem Namen Harzburger Hof eröffnet und im gleichen Jahr von 1500 Gästen besucht. Die Baukosten lagen bei 1,5 Millionen Mark. Mit 200 Zimmern war es das mit Abstand größte Hotel in Bad Harzburg, deutschlandweit lag es an vierter Stelle.
1903/04 erfolgte eine Erweiterung durch einen Anbau auf etwa 270 Zimmer. Zudem besaß das Hotel ein Spielcasino, gastronomische Einrichtungen und elegante Gesellschaftsräume. Zum Komplex gehörten auch die Villa Diana, ein Kur- und Kaffeehaus sowie Verkaufs- und Trinkhallen. Der zugehörige Park hatte eine Fläche von 18.000 Quadratmetern.
1939 beschlagnahmte die Wehrmacht die Gebäude. Nach dem Krieg wurden sie von der britischen Besatzungsmacht übernommen und als Erholungsheim genutzt. Am 1. Mai 1956 kam es zur Wiedereröffnung als Hotel. 1975 wurde der Hotelbetrieb an die Bruno Bischoff Beteiligungen und Investitionen GmbH & Co. verpachtet. Die Spielbank wurde wiedereröffnet, und es kam ein Wellnessbereich mit Schwimmbad, Sauna, Solarium und Fitnesscenter hinzu.
1982 wurde die Firma in eine GmbH umgewandelt. Aufgrund mangelnder Investitionen blieben prominente Gäste aus. Das Hotel diente mehr und mehr der Unterbringung von Wandertouristen. 1989 ging das Hotel in Konkurs.  In den 90er Jahren wurde der Hotelbetrieb eingestellt und das Hotel stattdessen als Seniorenresidenz genutzt, lediglich das Casino blieb erhalten, zog aufgrund der zunehmenden baulichen Mängel aber im April 2000 an einen anderen Standort um, und auch die Seniorenresidenz wurde um die Jahrtausendwende geschlossen. Seitdem stand das Gebäude leer und wurde das Ziel von Lost-Place-„Touristen“.

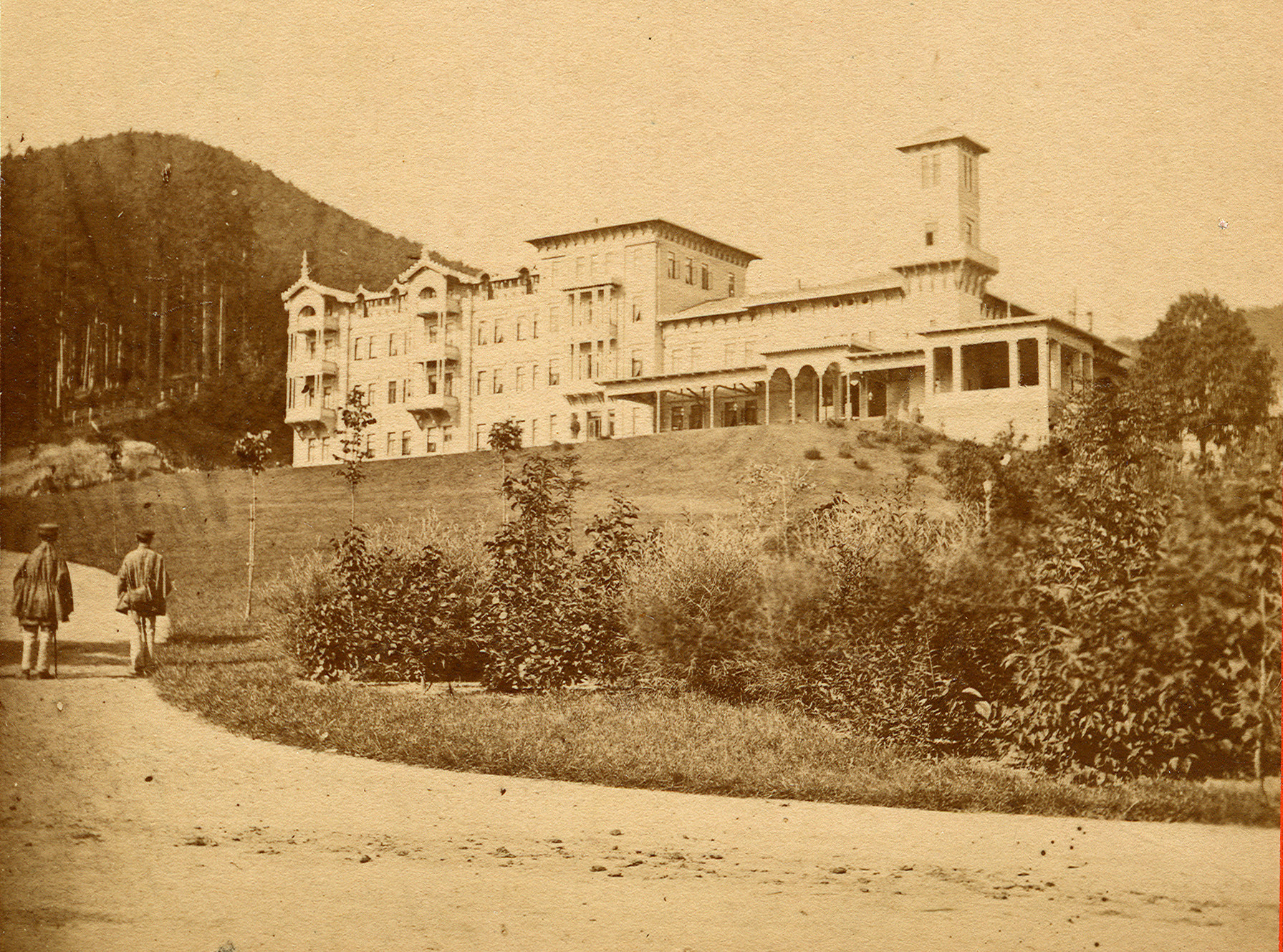
Die Park- oder Ostseite des Hotels im 19. Jahrhundert
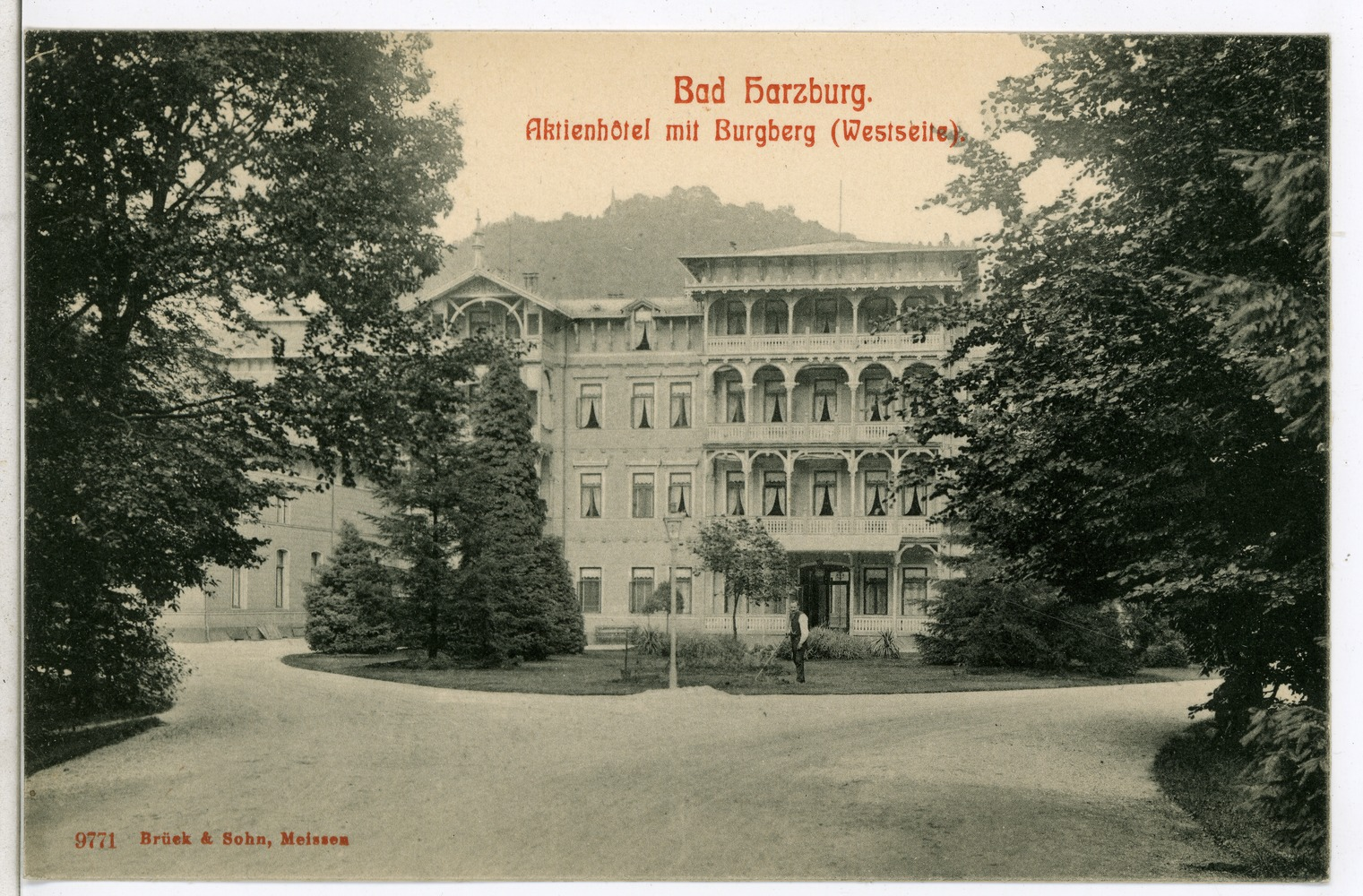
Der Hoteleingang auf der Westseite  (Ansichtskarte von 1908)
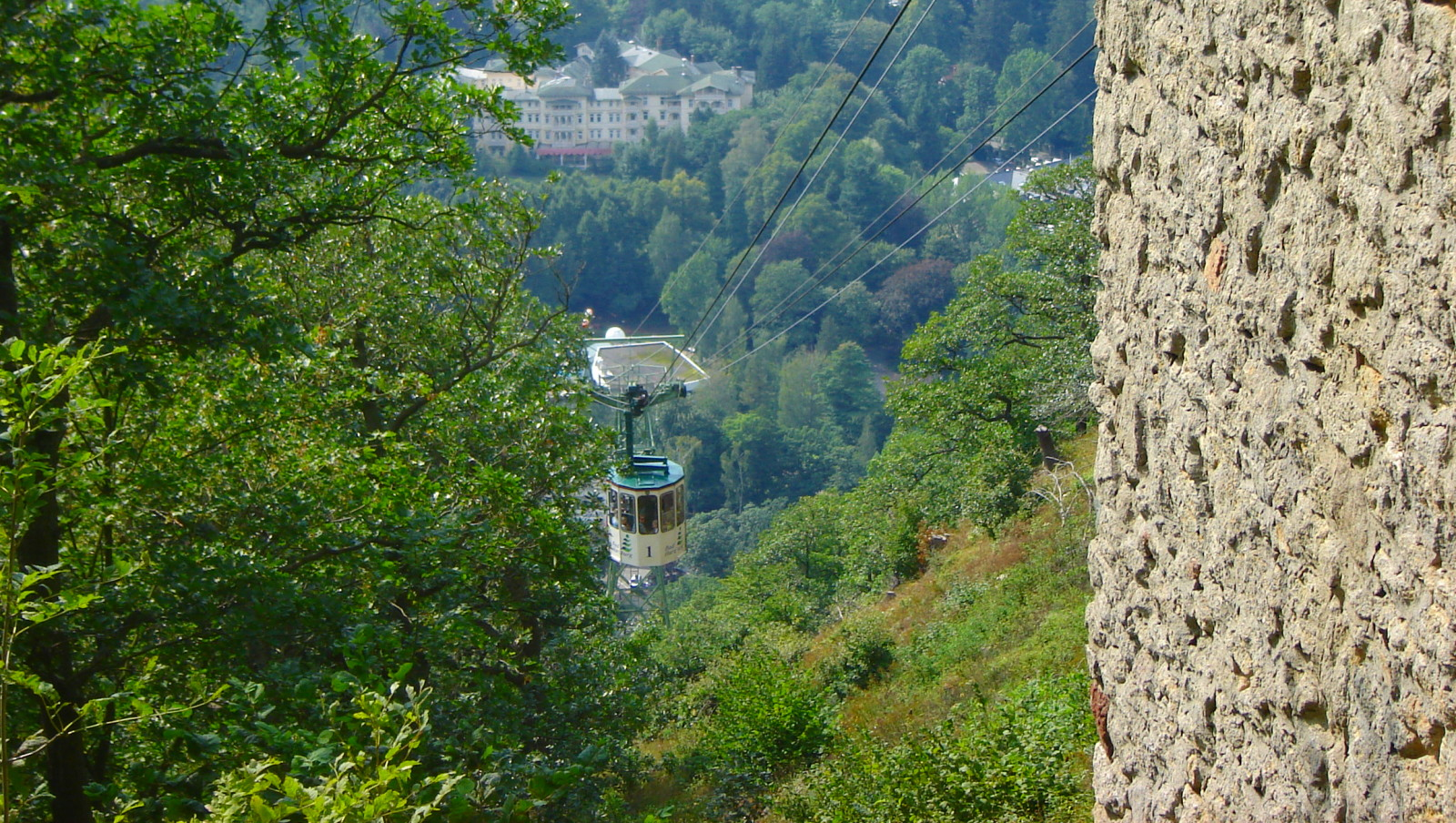
Blick vom großen Burgberg auf die Hotelanlage, August 2007

### Niedergang und Abriss

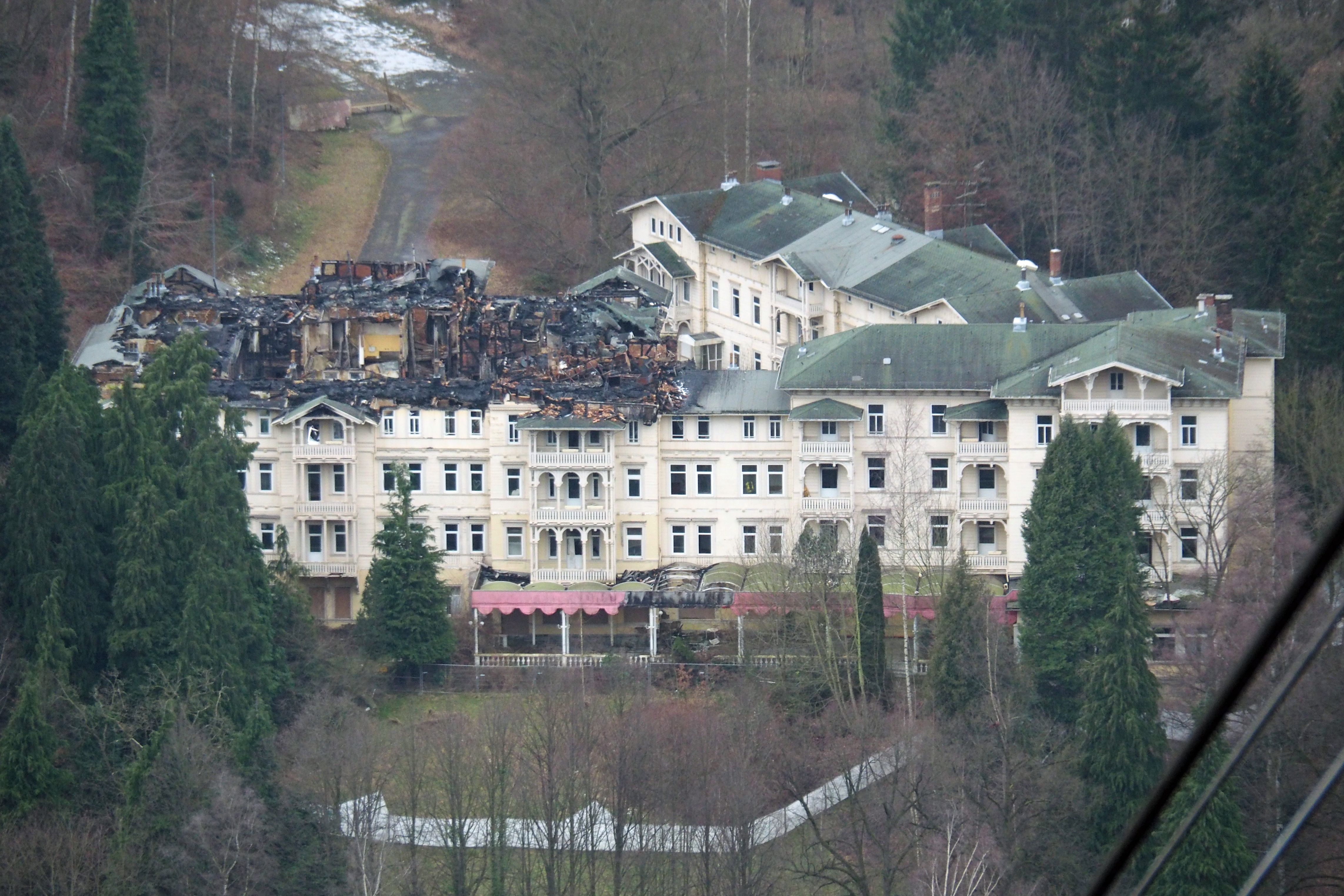
Zustand mit Brandschaden, Januar 2015

2003 wurde die mit einer Grundschuld von ca. 5 Millionen Euro belastete Immobilie zwangsversteigert. Erst 2010 fand sich jedoch ein Investor aus Norddeutschland, der das einst mit 7,6 Millionen Euro bewertete Anwesen für 400.000 Euro erwarb und leer stehen ließ. Der lange Leerstand führte zu Vandalismus und Brandstiftungen im September 2013 und Mai 2014. Der Braunschweiger Architekt Thomas Funke übernahm die Ruine 2015 und versprach, dort wieder ein Vier-Sterne- bis Fünf-Sterne-Hotel ausbauen zu lassen. Nach einem erneuten Brand am 17. Juli 2016 bestand Einsturzgefahr für das Gebäude, dennoch weigerte sich der Eigentümer, die Brandruine abreißen zu lassen. Aufgrund eines vor dem Verwaltungsgericht Braunschweig geschlossenen Vergleiches musste er schließlich bis zum 1. August 2017 mit dem Abriss des Gebäudes beginnen. Die Arbeiten zogen sich über mehrere Monate hin.

### Neubau
Durch Verzögerungen im Planungsverfahren wurde die Grundsteinlegung auf den März 2019 verschoben. Der Investor Dieter Köhler plante einen Neubau mit insgesamt 230 Zimmern, von denen ca. 70 als Räume für den längeren Aufenthalt vorgesehen sind. Dabei soll die Tradition des alten Harzburger Hofes bewahrt werden. Der Rohbaubeginn sollte im Winter 2019 erfolgen.
Am 17. Dezember 2018 wurde durch die Primus Harzburger Hof GmbH der Bauantrag eingereicht. Eröffnet werden sollte das neue Hotel Ende 2022 oder Anfang 2023.
Zwischenzeitlich wechselte 2022 der Grundeigentümer, der das Baugelände mit einem neuen Bauzaun gesichert hat. Der Baubeginn des neuen Hotels Harzburger Hof ist aber weiterhin offen.